# TD Garden
El TD Garden es un pabellón deportivo localizado en el barrio North End de Boston, Massachusetts. A menudo se le llama simplemente por su nombre coloquial o tradicional the Garden o Boston Garden, siendo anteriormente conocido como FleetCenter y TD Banknorth Garden (anterior patrocinador, el banco TD Banknorth, perteneciente al Toronto-Dominion Bank) (también se denominó Shawmut Center, pero solo durante su construcción). Es el pabellón de juego de los Boston Celtics de la NBA, de los Boston Bruins de la liga de hockey sobre hielo NHL y a partir de 2008 de una nueva franquicia de la liga de lacrosse NLL. Anteriormente también fue el pabellón de juego de los Boston Blazers de la NLL. Es también el pabellón donde se celebra el Beanpot, un torneo de hockey que acoge a las universidades de Boston, y del campeonato de la Hockey East, una de las conferencias del hockey universitario. El pabellón también ha acogido eventos deportivos a nivel nacional tales como el All-Star Game de la NHL en 1996, la 1ª y 2ª ronda de la División I de la NCAA en 1999 y 2003, además de la Final Four de la NCAA femenina en 2006, y otros de menor seguimiento como los campeonatos de Skate de 2001, los torneos de selección (trials) de Gimnasia en 1996 y 2000, la Frozen Four de Hockey en 2004 y 1998 o torneos de World Wrestling Entertainment como la WrestleMania XIV de 1998, King of the Ring 2000, Royal Rumble 2003 y SummerSlam 2006. Fuera de lo deportivo, destaca la Convención del Partido Demócrata de 2004.
El TD Banknorth Garden comparte el honor de ser, junto con el Target Center de los Minnesota Timberwolves y el Amway Arena de Orlando Magic, los únicos pabellones con superficie de parqué en piezas pequeñas. El de Boston es el más característico por ser los Celtics conocidos por la tradición de tener ese parqué tan clásico en la cancha. Esa tradición viene desde acabada la II Guerra Mundial, donde tuvieron que recurrir al parqué debido al coste y escasez de la tarima de madera en aquella época. Sin embargo, la Final Four de la NCAA femenina de 2006 se celebró en pista convencional.

## Historia
Cuando el pabellón fue construido para reemplazar al mítico FleetBoston Financial Group con Bank of America. El 5 de enero de 2005, el dueño del Fleet Center, Delaware North Companies, anunció un acuerdo que dejaba a Delaware North libre de vender los derechos del nombre a otro patrocinador. Y el 3 de marzo de 2005, el banco TD Banknorth, filial del Toronto-Dominion Bank, anunció la compra de los derechos del nombre. La compañía nombró al pabellón TD Banknorth Garden, en honor al histórico Boston Garden. Como dato curioso, el FleetCenter realizó la subasta de los derechos del nombre a eBay, y desde el 10 de febrero hasta el 13 de marzo de 2005, FleetCenter vendió los derechos hasta en 30 ocasiones. Incluyendo el actual nombre de TD Banknorth Garden, el pabellón ha llegado a tener 33 nombres distintos. Durante la etapa del FleetCenter, el pabellón fue conocido por los periodistas deportivos como "The Vault" (La Bóveda).
El TD Banknorth Garden también alberga la Estación Norte de trenes y la del mismo nombre del metro de Boston.

## Galería

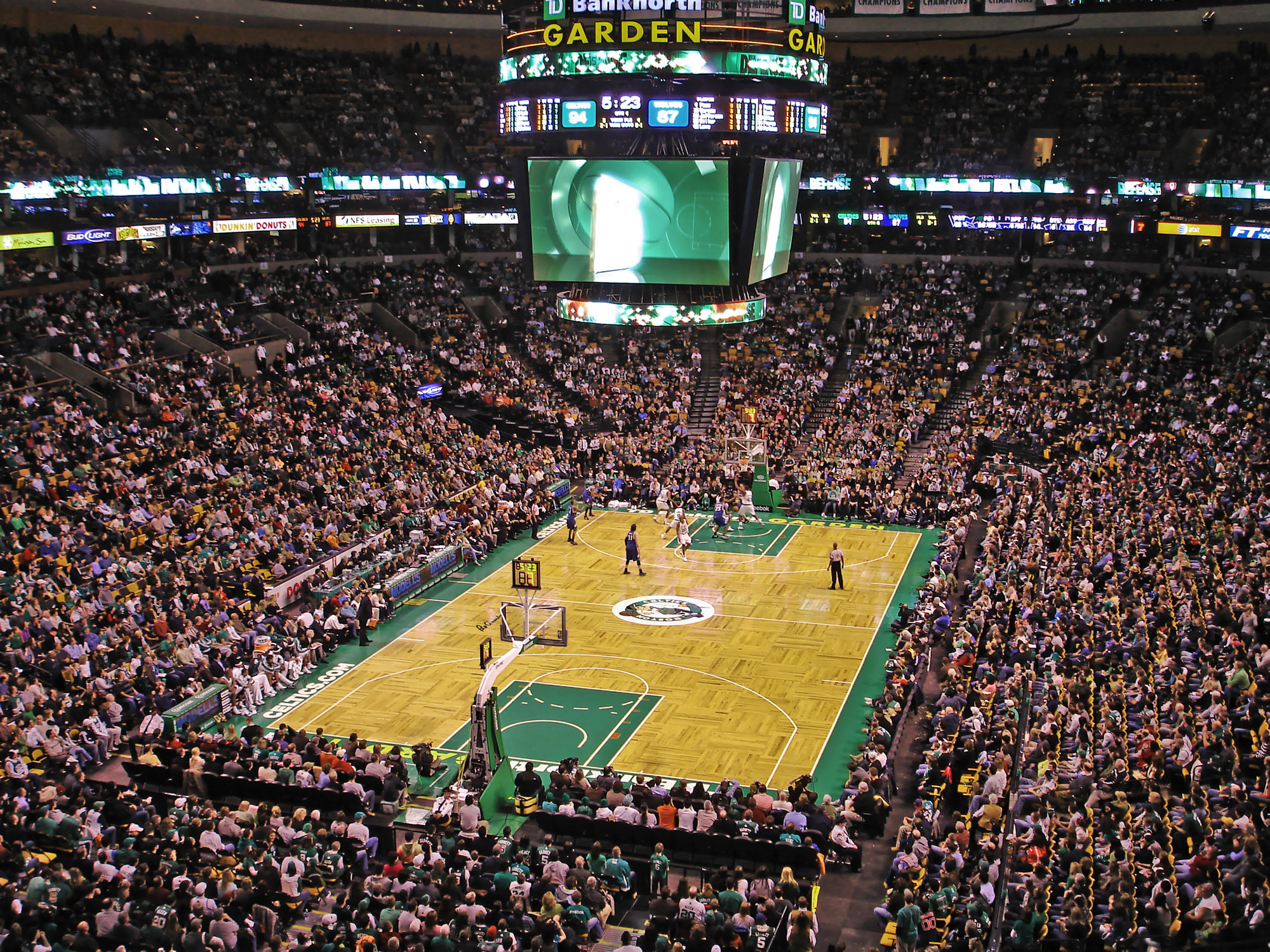
Interior del pabellón
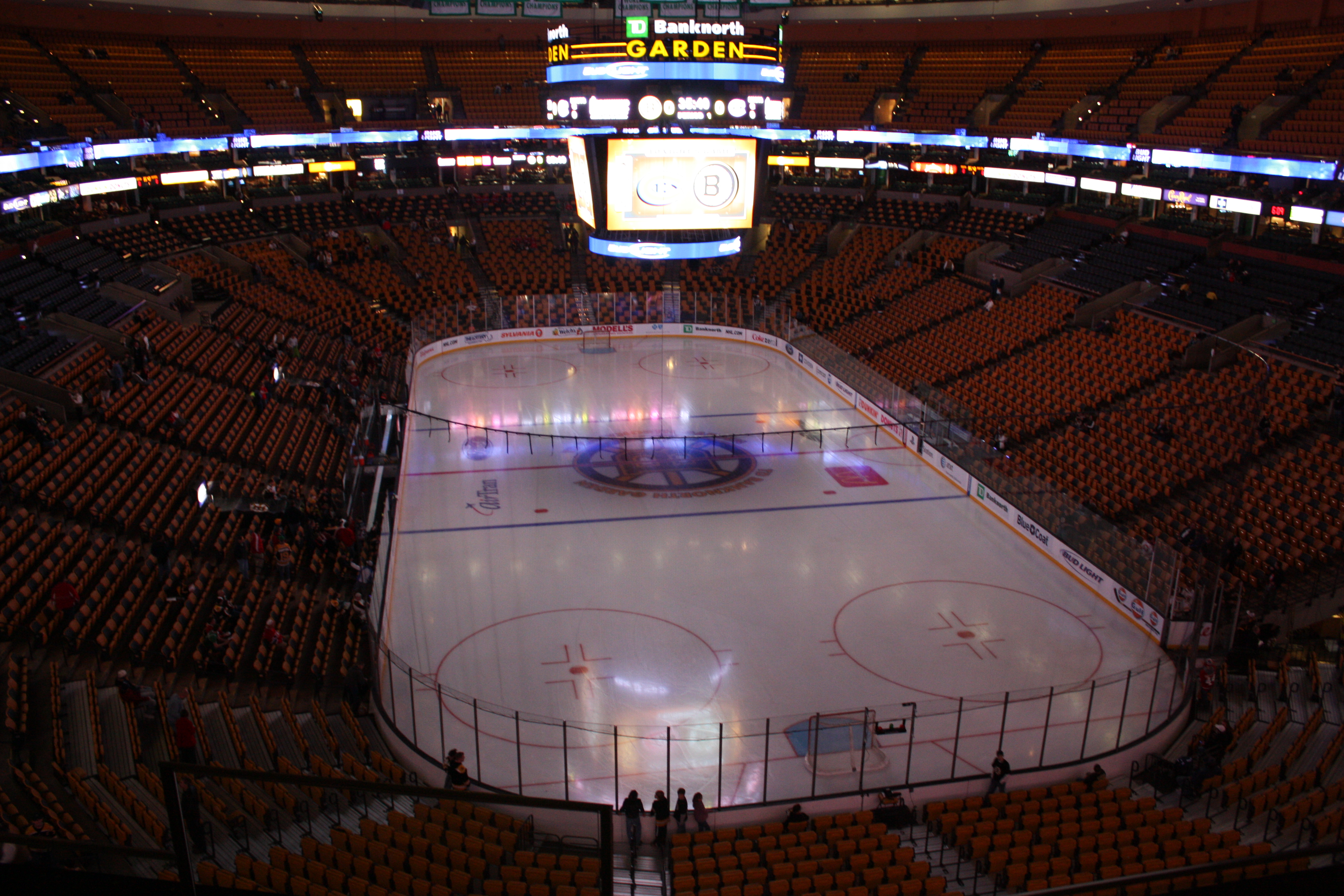
El pabellón antes de un partido de hockey sobre hielo
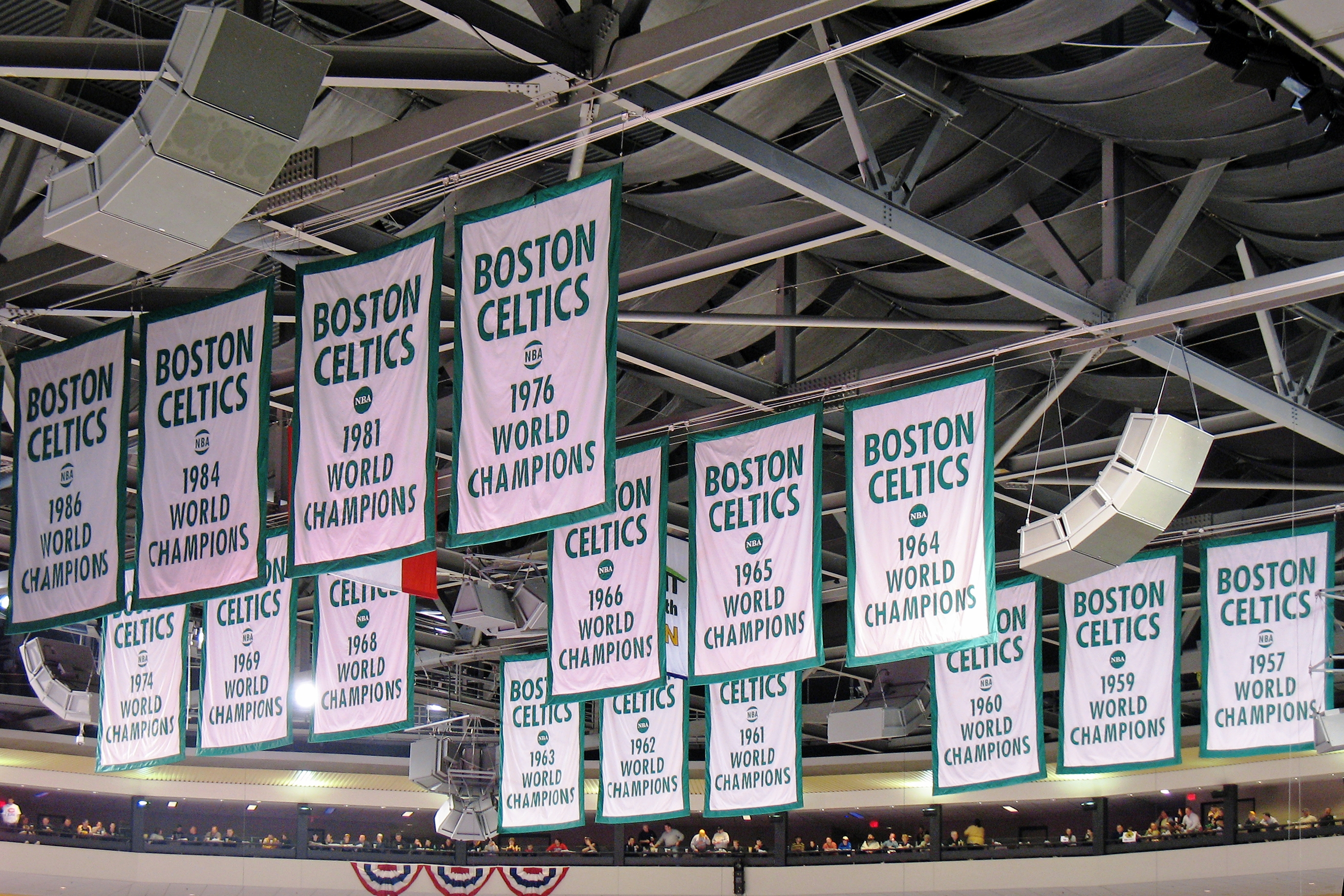
Banderolas con los títulos de los Celtics